# 北沢直吉
北沢 直吉 （きたざわ なおきち、1901年9月25日 - 1981年7月19日）は、日本の外交官、政治家。衆議院議員、外務省参与、内閣官房副長官を務めた。

## 経歴
茨城県筑波郡大穂村大字長高野（現在のつくば市長高野）生まれ。茨城県立下妻中学校（現在の茨城県立下妻第一高等学校）から東京商科大学（現在の一橋大学）に進学し、1925年に卒業すると外務省に入る。入省して直ぐアメリカに赴任しプリンストン大学でM.A.の学位を取得（1927年）、斎藤博大使の下で対米交渉の一員として加わるが斎藤大使の死去に伴い帰国する。その後は香港で中華民国との和平工作に従事するが、1941年に在中華民国（汪兆銘政権）大使館一等書記官兼北京総領事となり、1943年にはビルマ大使館に参事官として赴任し、ビルマ首相のバー・モウが日本軍の敗走と共に亡命する際に案内役となった。
終戦後、外務大臣官房に入り重光葵・吉田茂外務大臣の下で秘書官を務めるが、バー・モウ逃亡幇助の容疑で一時期巣鴨拘置所に勾留される。1947年の総選挙に日本自由党公認で茨城県第3区から出馬するが落選、民主自由党公認で出馬した1949年の総選挙で初当選を果たす。以降3度の落選を挟んで衆議院議員を通算7期、この間石橋内閣・第1次岸内閣で内閣官房副長官を務める。アメリカとの外交経験のみならずアジアや中東との事情に明るいこともあって吉田茂に重用され、吉田退陣後は佐藤派→福田派に属し親台湾派の重鎮として日中国交回復に反対した。また、筑波研究学園都市開発にあたっては地元出身者として反対派や地元関係者との折衝にあたった。
また、1952年から外務省参与を務め、中華民国、香港、タイ、インドネシア、シンガポール、セイロン、インド、パキスタン、ビルマを訪問するなどした。1955年から国土総合開発審議会委員。1976年の総選挙に落選し、政界を引退。1980年4月、勲二等旭日重光章を受章。
1981年、死去。